# Cryptocoryne crispatula
Cryptocoryne crispatula är en kallaväxtart som beskrevs av Adolf Engler. Cryptocoryne crispatula ingår i släktet Cryptocoryne och familjen kallaväxter. IUCN kategoriserar arten globalt som livskraftig.

## Underarter
Arten delas in i följande underarter:
- C. c. balansae
- C. c. crispatula
- C. c. decus-mekongensis
- C. c. flaccidifolia
- C. c. planifolia
- C. c. tonkinensis
- C. c. yunnanensis